# Anoplognathus abnormis
Anoplognathus abnormis är en skalbaggsart som beskrevs av Macleay 1873. Anoplognathus abnormis ingår i släktet Anoplognathus och familjen Rutelidae. Inga underarter finns listade i Catalogue of Life.